# Edgar Wetter
Edgar Wetter (* 29. September 1931) ist ein ehemaliger deutscher Fußballspieler. In den 1950er-Jahren spielte er in der DDR-Oberliga, der höchsten Spielklasse im DDR-Fußball, für die BSG Lokomotive Stendal.

## Sportliche Laufbahn
In der Saison 1953/54 gehörte Edgar Wetter erstmals zum Oberliga-Aufgebot der Betriebssportgemeinschaft (BSG) Lok Stendal. Er wurde jedoch nur in zwei Punktspielen eingesetzt, wobei er einmal in der Startelf stand und einmal in der 78. Minute eingewechselt wurde. Am Ende der Saison musste Lok Stendal absteigen und spielte 1954/55 in der zweitklassigen DDR-Liga. Es gelang der sofortige Wiederaufstieg, an dem Wetter als Stürmer mit neun Punktspieleinsätzen und zwei Spielen in der Aufstiegsrunde beteiligt war. Im Herbst 1955 wurde im DDR-Fußball eine Übergangsrunde ausgetragen, da ab 1956 im Kalenderjahr-Rhythmus gespielt wurde. In der Oberliga wurden 13 Spiele ausgetragen, von denen Wetter fünf Begegnungen bestritt. Nachdem er 1956 nur zu einem 35-minütigen Oberligaeinsatz als Einwechselspieler gekommen war, erschien er in den kommen drei Spielzeiten nicht mehr im Kader der Oberligamannschaft. Als Lok Stendal 1959 erneut abgestiegen war, wurde der 28-jährige Wetter für die DDR-Liga-Saison 1960 noch einmal reaktiviert und kam in drei Punktspielen zum Einsatz. Er hatte damit nur einen marginalen Anteil am Wiederaufstieg und erschien danach nicht mehr im höherklassigen Fußball.